# Trophée NHK 2004
Navigation
Édition précédente Édition suivante
Le Trophée NHK (en anglais : NHK Trophy) est une compétition internationale de patinage artistique qui se déroule au Japon au cours de l'automne. Il accueille des patineurs amateurs de niveau senior dans quatre catégories: simple messieurs, simple dames, couple artistique et danse sur glace.
Le vingt-sixième Trophée NHK est organisé du 4 au 7 novembre 2004 au Nippon Gaishi Hall de Nagoya. Il est la troisième compétition du Grand Prix ISU senior de la saison 2004/2005.

## Résultats

### Messieurs
| Rang | Nom                | Pays       | Points | Programme court | Programme court | Programme libre | Programme libre |
| ---- | ------------------ | ---------- | ------ | --------------- | --------------- | --------------- | --------------- |
| 1    | Johnny Weir        | États-Unis | 220.25 | 1               | 74.05           | 1               | 146.20          |
| 2    | Timothy Goebel     | États-Unis | 208.28 | 2               | 72.20           | 2               | 136.08          |
| 3    | Frédéric Dambier   | France     | 197.37 | 4               | 66.85           | 4               | 130.52          |
| 4    | Michael Weiss      | États-Unis | 193.00 | 3               | 70.06           | 6               | 122.94          |
| 5    | Li Chengjiang      | Chine      | 192.04 | 8               | 59.56           | 3               | 132.48          |
| 6    | Nicholas Young     | Canada     | 183.64 | 7               | 59.74           | 5               | 123.90          |
| 7    | Takeshi Honda      | Japon      | 182.84 | 5               | 64.10           | 8               | 118.74          |
| 8    | Kensuke Nakaniwa   | Japon      | 181.27 | 6               | 61.01           | 7               | 120.26          |
| 9    | Shawn Sawyer       | Canada     | 167.99 | 9               | 57.99           | 9               | 110.00          |
| 10   | Alban Préaubert    | France     | 153.94 | 11              | 53.82           | 10              | 100.12          |
| 11   | Alexander Shubin   | Russie     | 151.92 | 10              | 56.60           | 11              | 95.32           |
| 12   | Hirokazu Kobayashi | Japon      | 135.19 | 12              | 47.05           | 12              | 88.14           |

### Dames
| Rang | Nom                | Pays       | Points | Programme court | Programme court | Programme libre | Programme libre |
| ---- | ------------------ | ---------- | ------ | --------------- | --------------- | --------------- | --------------- |
| 1    | Shizuka Arakawa    | Japon      | 179.06 | 1               | 64.20           | 2               | 114.86          |
| 2    | Miki Ando          | Japon      | 170.36 | 3               | 50.90           | 1               | 119.46          |
| 3    | Ielena Sokolova    | Russie     | 148.76 | 2               | 52.98           | 4               | 95.78           |
| 4    | Yoshie Onda        | Japon      | 146.68 | 6               | 46.46           | 3               | 100.22          |
| 5    | Viktoria Volchkova | Russie     | 141.72 | 5               | 48.12           | 5               | 93.60           |
| 6    | Elena Liashenko    | Ukraine    | 138.32 | 4               | 48.94           | 6               | 89.38           |
| 7    | Miriam Manzano     | Australie  | 128.42 | 8               | 43.68           | 7               | 84.74           |
| 8    | Amber Corwin       | États-Unis | 127.24 | 9               | 42.58           | 8               | 84.66           |
| 9    | Alisa Drei         | Finlande   | 126.60 | 7               | 44.30           | 9               | 82.30           |
| 10   | Idora Hegel        | Croatie    | 111.22 | 10              | 39.74           | 10              | 71.48           |
| 11   | Valentina Marchei  | Italie     | 95.18  | 11              | 30.54           | 11              | 64.64           |

### Couples
| Rang | Nom                                      | Pays        | Points | Programme court | Programme court | Programme libre | Programme libre |
| ---- | ---------------------------------------- | ----------- | ------ | --------------- | --------------- | --------------- | --------------- |
| 1    | Maria Petrova / Aleksey Tikhonov         | Russie      | 187.56 | 1               | 66.44           | 1               | 121.12          |
| 2    | Pang Qing / Tong Jian                    | Chine       | 179.62 | 2               | 64.82           | 3               | 114.80          |
| 3    | Dorota Zagórska / Mariusz Siudek         | Pologne     | 177.24 | 3               | 61.84           | 2               | 115.40          |
| 4    | Rena Inoue / John Baldwin                | États-Unis  | 155.20 | 4               | 53.86           | 4               | 101.34          |
| 5    | Utako Wakamatsu / Jean-Sébastien Fecteau | Canada      | 138.04 | 6               | 46.58           | 5               | 91.46           |
| 6    | Natalia Shestakova / Pavel Lebedev       | Russie      | 127.90 | 5               | 51.18           | 7               | 76.72           |
| 7    | Julia Beloglazova / Andrei Bekh          | Ukraine     | 124.60 | 7               | 42.06           | 6               | 82.54           |
| 8    | Eva-Maria Fitze / Rico Rex               | Allemagne   | 115.42 | 8               | 41.66           | 8               | 73.76           |
| 9    | Marina Aganina / Artem Knyazev           | Ouzbékistan | 111.46 | 9               | 40.70           | 9               | 70.76           |

### Danse sur glace
| Rang    | Nom                                     | Pays        | Points | Danse imposée | Danse imposée | Danse originale | Danse originale | Danse libre | Danse libre |
| ------- | --------------------------------------- | ----------- | ------ | ------------- | ------------- | --------------- | --------------- | ----------- | ----------- |
| 1       | Albena Denkova / Maxim Staviski         | Bulgarie    | 204.62 | 2             | 39.80         | 1               | 60.56           | 1           | 104.26      |
| 2       | Tatiana Navka / Roman Kostomarov        | Russie      | 201.14 | 1             | 41.47         | 3               | 58.13           | 2           | 101.54      |
| 3       | Isabelle Delobel / Olivier Schoenfelder | France      | 197.53 | 3             | 38.50         | 2               | 58.55           | 3           | 100.48      |
| 4       | Melissa Gregory / Denis Petukhov        | États-Unis  | 177.54 | 4             | 34.69         | 4               | 54.86           | 4           | 87.99       |
| 5       | Svetlana Kulikova / Vitali Novikov      | Russie      | 159.83 | 5             | 30.61         | 5               | 48.13           | 6           | 81.09       |
| 6       | Natalia Gudina / Alexei Beletski        | Israël      | 156.42 | 7             | 28.28         | 7               | 43.63           | 5           | 84.51       |
| 7       | Julia Golovina / Oleg Voiko             | Ukraine     | 147.15 | 8             | 26.63         | 6               | 44.48           | 7           | 76.04       |
| 8       | Nozomi Watanabe / Akiyuki Kido          | Japon       | 144.73 | 6             | 28.33         | 8               | 43.36           | 8           | 73.04       |
| 9       | Nakako Tsuzuki / Kenji Miyamoto         | Japon       | 121.82 | 10            | 25.90         | 9               | 36.68           | 9           | 59.24       |
| 10      | Yang Fang / Gao Chongbo                 | Chine       | 118.78 | 9             | 26.00         | 10              | 34.32           | 10          | 58.46       |
| 11      | Olga Akimova / Alexander Shakalov       | Ouzbékistan | 114.30 | 11            | 24.08         | 11              | 33.11           | 11          | 57.11       |
| Forfait | Christina Beier / William Beier         | Allemagne   |        |               |               |                 |                 |             |             |

## Sources
- Résultats du Trophée NHK 2004
- Patinage Magazine N°95 (Hiver 2004/2005)